# Bahnhof Ehreshoven
Der Bahnhof Ehreshoven ist ein stillgelegter Bahnhof in Engelskirchen-Loope, Ehreshoven 12–14. Er befindet sich bei Streckenkilometer 27,075 der Aggertalbahn im Ortsteil Ehreshoven an der B 55 nahe Schloss Ehreshoven. Das Empfangsgebäude befindet sich heute in Privatbesitz und steht unter Denkmalschutz.

## Geschichte

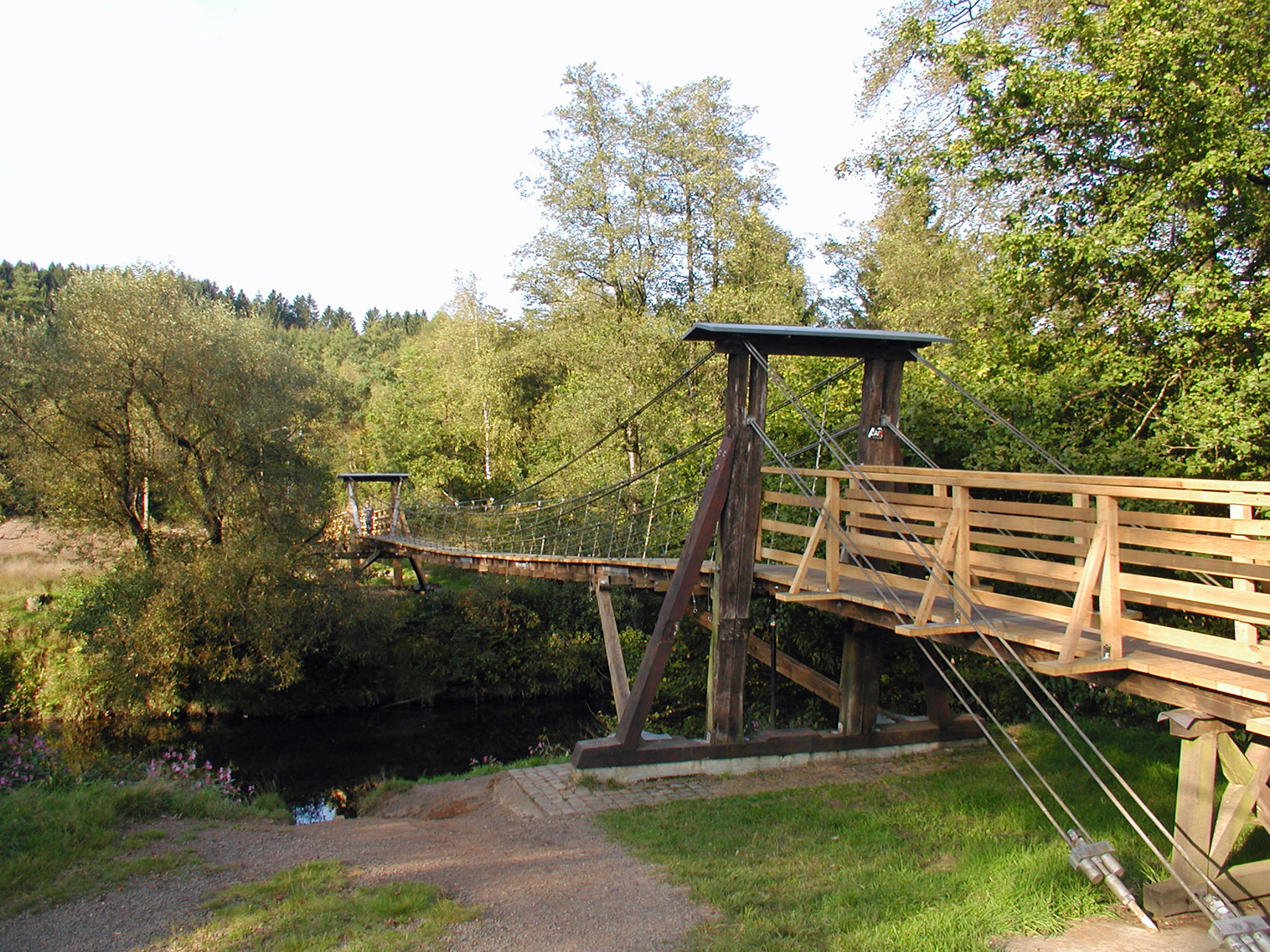
Hängebrücke auf der linken Aggerseite, sie wurde 2014 erneuert

Der Bahnhof entstand im Zuge der Errichtung der Bahnstrecke von Siegburg nach Ründeroth. Die ursprünglichen Planungen sahen statt eines Halts in Ehreshoven eine Haltestelle in Loope vor. Graf Maximilian von Nesselrode-Ehreshoven empfahl jedoch eine Verlegung des Bahnhofs nach Ehreshoven und begründete dies mit dem möglichen Abtransport von Zinkblende und Bleierz aus der nahegelegenen Grube Castor. Die zuständige Eisenbahndirektion sprach sich ebenfalls für diesen Standort aus, da hier die Abfuhr von Holz aus den umliegenden Wäldern möglich sei und die Anlieferung größerer Mengen von Eisen und Kohle für ein naheliegendes Hammerwerk zu erwarten wäre. Der Engelskirchener Bürgermeister Edmund Geveler bestätigte dies mit seiner Unterschrift am 30. Oktober 1882, woraufhin die Planungen entsprechend geändert wurden.
Der Bau des Bahnhofs war 1883, ein Jahr vor der Eröffnung der Bahnstrecke, fertiggestellt. Das Gebäude wurde aus Bruchstein gemauert und mit Schiefer gedeckt. Die Fensterlaibungen und der hervortretende Mittelteil der Fassade sind in dieser Form auch an anderen Bahnhöfen im Aggertal zu finden. Leichte Schäden erlitt das Gebäude während des Zweiten Weltkriegs als Folge eines Luftangriffs Alliierter Streitkräfte am 2. Februar 1945.
Aufgrund von sinkenden Fahrgastzahlen wurde der Bahnhof ab dem 2. Oktober 1960 nicht mehr bedient. Er wurde bis 1980 als Kreuzungspunkt genutzt und danach stillgelegt.

## Nutzung
Neben dem Personenverkehr diente der Bahnhof von 1884 bis 1929 dem Abtransport von Blei- und Zinkerzen, die auf den Gruben Castor und Bruno II gefördert wurden. Die Anlieferung zum Bahnhof erfolgte über einen separaten Gleisanschluss, der zur Rampe der Hängebrücke nahe der Grube Castor führte.

## Bahnanlage

### Lage
Der Bahnhof wurde nordöstlich des Schlosses Ehreshoven, an der nördlichen Seite der Köln–Olper Chaussee errichtet. Die Hauptgleise lagen parallel zu dieser Straße, der heutigen Bundesstraße 55.

### Betriebs- und Verkehrsanlagen
Das noch bestehende Empfangsgebäude mit angebautem Güterschuppen steht zwischen Bahnstrecke und Bundesstraße. Neben dem durchgehenden Hauptgleis bestanden die Gleisanlagen aus einem Kreuzungsgleis, einem Ladegleis und dem Anschlussgleis der Grube Castor. Für den Güterverkehr standen eine Seitenrampe und ein Lagerplatz zur Verfügung.
In Ehreshoven gab es ein Fahrdienstleiterstellwerk im Empfangsgebäude und ein Wärterstellwerk am östlichen Bahnhofskopf. Von den Stellwerken wurden die beschrankten Bahnübergänge im Bahnhofsbereich bedient.